# Landkreis Grafschaft Schaumburg
Der Landkreis Grafschaft Schaumburg mit Sitz in Rinteln war bis 1977 ein Landkreis in Niedersachsen. Er wurde am 1. Januar 1822 als Kreis Schaumburg im Kurfürstentum Hessen eingerichtet, kam 1866 als Kreis Rinteln zur preußischen Provinz Hessen-Nassau und erhielt 1905 den Namen Grafschaft Schaumburg. Seit 1932 gehörte er zur preußischen Provinz Hannover und seit 1946 zu Niedersachsen. Sein Gebiet ging aus dem kurhessischen Teil der alten Grafschaft Schaumburg (bis 1640/47) hervor und ist heute mit Ausnahme der Stadt Hessisch Oldendorf, die dem Landkreis Hameln-Pyrmont zugeordnet wurde, Teil des neu gebildeten Landkreises Schaumburg.

## Nachbarkreise
Der Landkreis grenzte 1977 im Uhrzeigersinn im Nordwesten beginnend an die Landkreise Schaumburg-Lippe, Hannover und Hameln-Pyrmont in Niedersachsen sowie an die Kreise Lippe und Minden-Lübbecke in Nordrhein-Westfalen.

## Geschichte

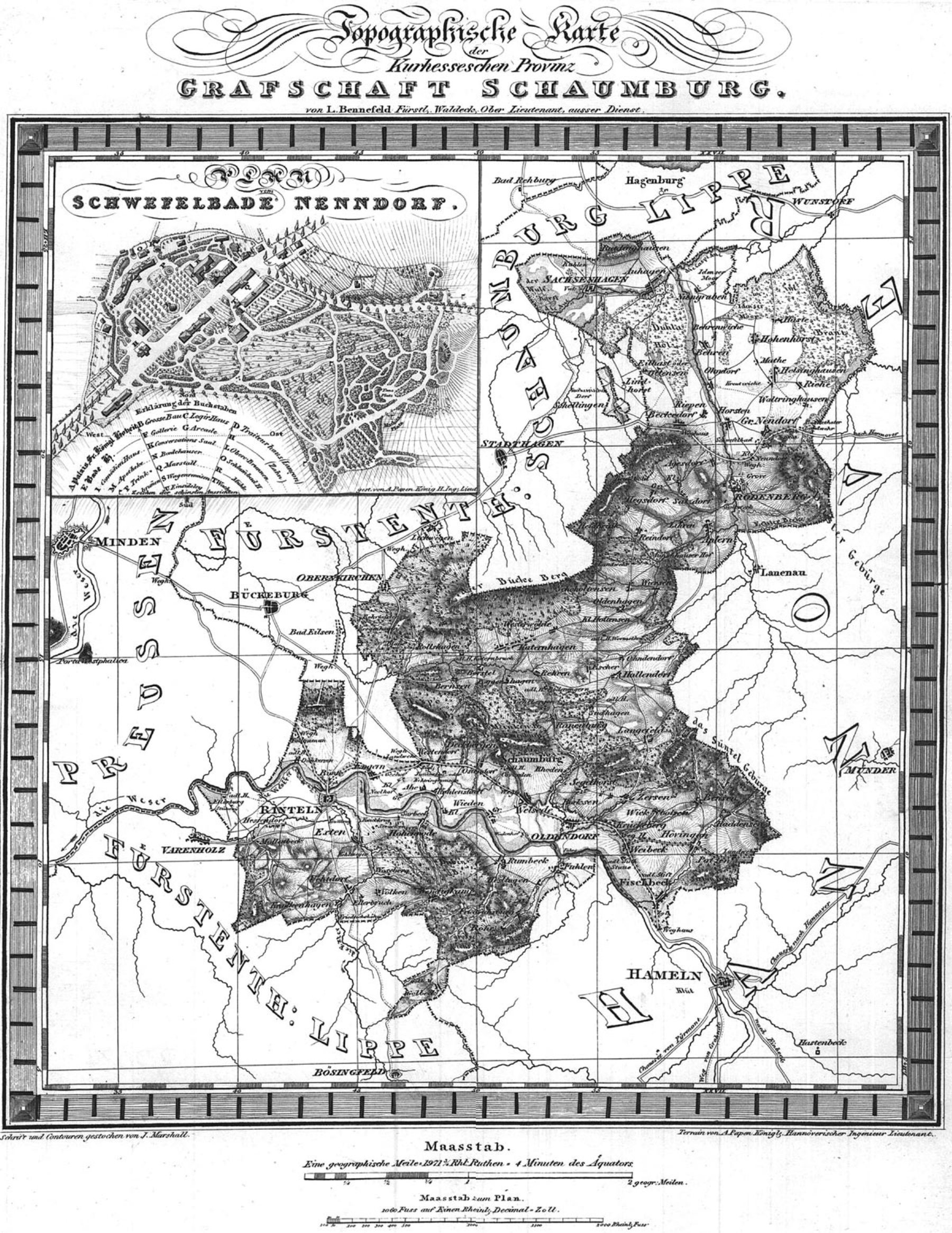
Landkarte der kurhessischen Grafschaft Schaumburg (1840)

Als am 15. November 1640 mit Graf Otto V. von Holstein-Schaumburg unter ungeklärten Umständen (nach einem Trinkgelage) der letzte männliche „Schaumburger“ dieser Linie starb, begann ein siebenjähriger Erbstreit. Graf Philipp zu Lippe-Alverdissen erlangte durch Heirat mit einer hessen-kasselischen Prinzessin die Unterstützung Hessen-Kassels und bekam dadurch im Westfälischen Frieden zwar nicht die Belehnung mit der ganzen Grafschaft, aber eines Teils davon (1647). Er erhielt den nördlichen Teil, der südliche ging an Hessen-Kassel. Die Universität Rinteln, die Weserzölle und die Kohlebergwerke blieben gemeinsamer Besitz Hessen-Kassels und Schaumburg-Lippes, wie der nördliche Teil fortan genannt wurde. Das Lippische Erbe, das den Namen Schaumburg dabei übernahm, bestand ab 1807 unter dem Namen Fürstentum Schaumburg-Lippe, die hessische Hälfte entlang der Weser und über das Auetal hinaus im Norden bis hinter Bad Nenndorf wurde zur Hessischen Grafschaft Schaumburg.
Am 1. Januar 1822 kam dieser südliche Teil im Wesertal als Kreis Schaumburg zur Provinz Niederhessen. Im Rahmen der Trennung von Verwaltung und Rechtsprechung war der Kreis nur noch für die Verwaltung zuständig. Als Gerichte erster Instanz wurden die Justizämter Rinteln, Obernkirchen, Oldendorf und Rodenberg eingerichtet.
Mit dem „Gesetz, die Bildung neuer Verwaltungsbezirke und die Einführung von Bezirksräten betreffend“ vom 31. Oktober 1848 und der entsprechenden Verordnung vom 22. Dezember 1848, die zum 1. Februar 1849 wirksam wurden, wurden die bisherigen vier Provinzen aufgelöst und neun Bezirke eingerichtet. Diese Änderung war eine Folge der Märzrevolution. Aus der bisherigen Provinz Niederhessen wurden verschiedene Bezirke, darunter der mit dem Kreis Schaumburg identische Bezirk gebildet. An der Spitze des Bezirks stand ein Bezirksdirektor. Dies war von 1848 bis 1851 Theodor von Heppe.
Die neue Verwaltungsstruktur wurde bereits nach kurzer Zeit aufgelöst, nachdem sich die Reaktion durchgesetzt hatte. Mit der Verordnung und dem „provisorischen“ „Gesetz, die Umbildung der inneren Landesverwaltung und die Vollziehungsgewalt der Verwaltungsbehörden sowie der Bezirksräte betreffend“, vom 7. Juli 1851 wurde die alte Ordnung wiederhergestellt.
1866 wurde der Kreis unter der Bezeichnung Kreis Rinteln der preußischen Provinz Hessen-Nassau angeschlossen. 1904 erfolgte eine Namensänderung des Kreises in Kreis Grafschaft Schaumburg. 1932 wurde er im Zuge eines Gebietsaustausches der preußischen Provinz Hannover angegliedert. Kreisstadt des Landkreises war Rinteln.
Die Gemeinde Schöttlingen bildete eine Exklave des Landkreises Grafschaft Schaumburg und wurde 1955 in den sie umschließenden Landkreis Schaumburg-Lippe umgegliedert. Im Gegenzug kamen die beiden schaumburg-lippischen Gemeinden Beeke und Rösehöfe zum Landkreis Grafschaft Schaumburg und wurden in die Stadt Obernkirchen eingemeindet.
Am 1. Januar 1973 wechselte die Gemeinde Hemeringen aus dem Landkreis Hameln-Pyrmont in den Landkreis Grafschaft Schaumburg und wurde am 29. Januar 1973 in die Stadt Hessisch Oldendorf eingemeindet. Weitere Grenzänderungen fanden am 1. März 1974 statt:
- Idensermoor-Niengraben schied aus dem Landkreis aus und wurde nach Wunstorf im Landkreis Hannover eingemeindet.
- Liekwegen schied aus dem Landkreis aus und wurde nach Nienstädt im Landkreis Schaumburg-Lippe eingemeindet.
- Ottensen schied aus dem Landkreis aus und wurde nach Lindhorst im Landkreis Schaumburg-Lippe eingemeindet.
- Reinsen schied aus dem Landkreis aus und wurde nach Stadthagen im Landkreis Schaumburg-Lippe eingemeindet.
- Schermbeck schied aus dem Landkreis aus und wurde nach Luhden im Landkreis Schaumburg-Lippe eingemeindet.
- Gelldorf und Vehlen, aus dem Landkreis Schaumburg-Lippe wurden nach Obernkirchen eingemeindet.
- Nienbrügge aus dem Landkreis Schaumburg-Lippe wurde nach Sachsenhagen eingemeindet.
- Steinbergen aus dem Landkreis Schaumburg-Lippe wurde nach Rinteln eingemeindet.
- Die Gemeinde Beckedorf wechselte aus dem Landkreis in den Landkreis Schaumburg-Lippe.
- Die vier Gemeinden Hülsede, Lauenau, Messenkamp und Pohle wechselten aus dem aufgelösten Landkreis Springe in den Landkreis Grafschaft Schaumburg.

Durch weitere Zusammenschlüsse verringerte sich insgesamt die Zahl der Gemeinden von 88 im Jahre 1972 auf nunmehr 17, darunter die fünf Städte Hessisch Oldendorf, Obernkirchen, Rinteln, Rodenberg und Sachsenhagen. Im Zuge der Gebietsreformen in Niedersachsen wurde am 1. August 1977 der größte Teil des Landkreises mit dem Landkreis Schaumburg-Lippe zum Landkreis Schaumburg mit der Kreisstadt Stadthagen zusammengeführt. Die Stadt Hessisch Oldendorf wechselte in den Landkreis Hameln-Pyrmont.

## Einwohnerentwicklung
| Jahr | Einwohner | Quelle |
| ---- | --------- | ------ |
| 1833 | 33.929    | [ 7 ]  |
| 1866 | 36.467    | [ 8 ]  |
| 1890 | 41.580    | [ 9 ]  |
| 1900 | 44.825    | [ 9 ]  |
| 1910 | 48.650    | [ 9 ]  |
| 1925 | 48.148    | [ 9 ]  |
| 1939 | 50.730    | [ 9 ]  |
| 1950 | 90.201    | [ 9 ]  |
| 1960 | 74.600    | [ 9 ]  |
| 1970 | 80.700    | [ 10 ] |
| 1977 | 87.900    | [ 11 ] |

## Landräte
- 1868–1895 Karl Kröger
- 1895–1917 Hans von Ditfurth
- 1917–1934 Erich Moewes
- 1934–1944 Oskar Funk
- 1945–1946 Werner Pollack
- 1946–1956 Heinrich Friedrich Busche
- 1956–1975 Karl Ebeling
- 1975–1977 Ernst-August Kranz

## Gemeinden
Die folgende Tabelle listet alle Gemeinden, die dem Landkreis Grafschaft Schaumburg angehörten, mit ihrer Einwohnerzahl (Stand 1961) sowie allen Eingemeindungen:
| Gemeinde                  | Ew. 1961 | eingemeindet nach                  | Datum der Eingemeindung        | Anmerkung                                     |
| ------------------------- | -------- | ---------------------------------- | ------------------------------ | --------------------------------------------- |
| Ahe                       | 0.462    | Rinteln                            | 1. März 1974                   |                                               |
| Algesdorf                 | 0.407    | Rodenberg                          | 1. März 1974                   |                                               |
| Altenhagen                | 0.153    | Schoholtensen Auetal               | 1. März 1974 1. April 1974     |                                               |
| Antendorf                 | 0.343    | Hattendorf Auetal                  | 1. März 1974 1. April 1974     |                                               |
| Apelern                   | 0.969    |                                    |                                |                                               |
| Auetal                    |          |                                    |                                | gegründet am 1. April 1974                    |
| Auhagen                   | 0.792    |                                    |                                |                                               |
| Bad Nenndorf              | 4.788    |                                    |                                | gegründet am 1. Januar 1929                   |
| Barksen                   | 0.334    | Hessisch Oldendorf                 | 1. Januar 1973                 |                                               |
| Beckedorf                 | 1.376    |                                    |                                |                                               |
| Bensen                    | 0.394    | Fischbeck Hessisch Oldendorf       | 1. Januar 1973 29. Januar 1973 |                                               |
| Bernsen                   | 0.526    | Rolfshagen Auetal                  | 1. März 1974 1. April 1974     |                                               |
| Borstel                   | 0.666    | Rehren Auetal                      | 1. März 1974 1. April 1974     |                                               |
| Deckbergen                | 0.795    | Rinteln                            | 1. März 1974                   |                                               |
| Düdinghausen              | 0.172    | Auhagen                            | 1. März 1974                   |                                               |
| Engern                    | 1.047    | Rinteln                            | 1. März 1974                   |                                               |
| Escher                    | 0.406    | Hattendorf Auetal                  | 1. März 1974 1. April 1974     |                                               |
| Exten                     | 1.375    | Rinteln                            | 1. März 1974                   |                                               |
| Fischbeck                 | 2.019    | Hessisch Oldendorf                 | 29. Januar 1973                |                                               |
| Friedrichsburg            | 0.156    | Hemeringen Hessisch Oldendorf      | 1. Januar 1973 29. Januar 1973 |                                               |
| Friedrichshagen           | 0.315    | Hemeringen Hessisch Oldendorf      | 1. Januar 1973 29. Januar 1973 |                                               |
| Friedrichswald            | 0.170    | Rinteln                            | 1. März 1974                   |                                               |
| Fuhlen                    | 0.747    | Hemeringen Hessisch Oldendorf      | 1. Januar 1973 29. Januar 1973 |                                               |
| Goldbeck                  | 0.570    | Rinteln                            | 1. März 1974                   |                                               |
| Groß Hegesdorf            | 0.331    | Apelern                            | 1. März 1974                   |                                               |
| Groß Nenndorf             |          | Bad Nenndorf                       | 1. Januar 1929                 |                                               |
| Großenwieden              | 1.157    | Hessisch Oldendorf                 | 1. Januar 1973                 |                                               |
| Haddessen                 | 0.371    | Fischbeck Hessisch Oldendorf       | 1. Januar 1973 29. Januar 1973 |                                               |
| Haste                     | 1.579    |                                    |                                |                                               |
| Hattendorf                | 0.474    | Auetal                             | 1. April 1974                  |                                               |
| Helsinghausen             | 0.368    | Suthfeld                           | 1. März 1974                   |                                               |
| Hemeringen                |          | Hessisch Oldendorf                 | 29. Januar 1973                | bis zum 1. Januar 1973 im Lkr. Hameln-Pyrmont |
| Hessendorf                | 0.251    | Möllenbeck Rinteln                 | 1. Juli 1968 1. März 1974      |                                               |
| Hessisch Oldendorf, Stadt | 4.310    |                                    |                                | am 1. August 1977 zum Lkr. Hameln-Pyrmont     |
| Heßlingen                 | 0.590    | Hemeringen Hessisch Oldendorf      | 1. Januar 1973 29. Januar 1973 |                                               |
| Höfingen                  | 0.405    | Fischbeck Hessisch Oldendorf       | 1. Januar 1973 29. Januar 1973 |                                               |
| Hohenrode                 | 0.682    | Rinteln                            | 1. März 1974                   |                                               |
| Hohnhorst                 | 0.640    |                                    |                                |                                               |
| Horsten                   | 0.390    | Bad Nenndorf                       | 1. März 1974                   |                                               |
| Hülsede                   |          |                                    |                                | bis zum 1. März 1974 im Lkr. Springe          |
| Idensermoor-Niengraben    | 0.190    | Wunstorf (Lkr. Hannover)           | 1. März 1974                   |                                               |
| Kathrinhagen              | 0.766    | Rehren Auetal                      | 1. März 1974 1. April 1974     |                                               |
| Kleinhegesdorf            | 0.150    | Apelern                            | 1. März 1974                   |                                               |
| Klein Holtensen           | 0.122    | Schoholtensen Auetal               | 1. März 1974 1. April 1974     |                                               |
| Klein Nenndorf            |          | Bad Nenndorf                       | 1. Januar 1929                 |                                               |
| Kleinenwieden             | 0.143    | Hessisch Oldendorf                 | 1. Januar 1973                 |                                               |
| Kohlenstädt               | 0.064    | Rinteln                            | 1. März 1974                   |                                               |
| Krainhagen                | 1.033    | Obernkirchen                       | 1. März 1974                   |                                               |
| Krankenhagen              | 1.440    | Rinteln                            | 1. März 1974                   |                                               |
| Kreuzriehe                | 0.353    | Suthfeld                           | 1. März 1974                   |                                               |
| Krückeberg                | 0.294    | Hessisch Oldendorf                 | 1. Januar 1973                 |                                               |
| Langenfeld                | 0.206    | Hessisch Oldendorf                 | 1. Januar 1973                 |                                               |
| Lauenau                   |          |                                    |                                | bis zum 1. März 1974 im Lkr. Springe          |
| Liekwegen                 | 1.225    | Nienstädt (Lkr. Schaumburg-Lippe)  | 1. März 1974                   |                                               |
| Lyhren                    | 0.205    | Apelern                            | 1. März 1974                   |                                               |
| Messenkamp                |          |                                    |                                | bis zum 1. März 1974 im Lkr. Springe          |
| Möllenbeck                | 1.069    | Rinteln                            | 1. März 1974                   |                                               |
| Obernkirchen, Stadt       | 7.224    |                                    |                                |                                               |
| Ohndorf                   | 0.506    | Hohnhorst                          | 1. März 1974                   |                                               |
| Ostendorf                 |          | Schaumburg Rinteln                 | 1. Januar 1929 1. März 1974    |                                               |
| Ottensen                  | 0.393    | Lindhorst (Lkr. Schaumburg-Lippe)  | 1. März 1974                   |                                               |
| Poggenhagen               | 0.110    | Rehren Auetal                      | 1. März 1974 1. April 1974     |                                               |
| Pohle                     |          |                                    |                                | bis zum 1. März 1974 im Lkr. Springe          |
| Pötzen                    | 0.500    | Fischbeck Hessisch Oldendorf       | 1. Januar 1973 29. Januar 1973 |                                               |
| Raden                     | 0.111    | Hattendorf Auetal                  | 1. März 1974 1. April 1974     |                                               |
| Rannenberg                | 0.267    | Rehren Auetal                      | 1. März 1974 1. April 1974     |                                               |
| Rehren                    | 0.–      | Auetal                             | 1. April 1974                  | gegründet am 1. März 1974                     |
| Rehren, AO                | 0.700    | Rehren                             | 1. April 1974                  |                                               |
| Rehren, AR                | 0.688    | Hohnhorst                          | 1. März 1974                   |                                               |
| Reinsdorf                 | 0.354    | Apelern                            | 1. März 1974                   |                                               |
| Reinsen                   | 0.503    | Stadthagen (Lkr. Schaumburg-Lippe) | 1. März 1974                   |                                               |
| Riehe                     | 0.444    | Suthfeld                           | 1. März 1974                   |                                               |
| Riepen                    | 0.527    | Bad Nenndorf                       | 1. März 1974                   |                                               |
| Rinteln, Stadt            | 9.711    |                                    |                                |                                               |
| Rodenberg, Stadt          | 3.485    |                                    |                                |                                               |
| Rohden                    | 0.769    | Hessisch Oldendorf                 | 1. Januar 1973                 |                                               |
| Röhrkasten                | 0.431    | Obernkirchen                       | 1. März 1974                   |                                               |
| Rolfshagen                | 1.550    | Auetal                             | 1. April 1974                  |                                               |
| Rosenthal                 |          | Schaumburg Rinteln                 | 1. Januar 1929 1. März 1974    |                                               |
| Rumbeck                   | 0.855    | Hemeringen Hessisch Oldendorf      | 1. Januar 1973 29. Januar 1973 |                                               |
| Sachsenhagen, Stadt       | 1.478    |                                    |                                |                                               |
| Schaumburg                | 0.908    | Rinteln                            | 1. März 1974                   | gegründet am 1. Januar 1929                   |
| Schermbeck                | 0.070    | Luhden (Lkr. Schaumburg-Lippe)     | 1. März 1974                   |                                               |
| Schoholtensen             | 0.145    | Auetal                             | 1. April 1974                  |                                               |
| Schöttlingen              | 0.115    | Lindhorst (Lkr. Schaumburg-Lippe)  | 1. März 1974                   | am 1. April 1955 zum Lkr. Schaumburg-Lippe    |
| Segelhorst                | 0.537    | Hessisch Oldendorf                 | 1. Januar 1973                 |                                               |
| Soldorf                   | 0.222    | Apelern                            | 1. März 1974                   |                                               |
| Strücken                  | 0.519    | Rinteln                            | 1. März 1974                   | ursprünglicher Name Saarbeck-Strücken         |
| Suthfeld                  |          |                                    |                                | gegründet am 1. März 1974                     |
| Todenmann                 | 0.821    | Rinteln                            | 1. März 1974                   |                                               |
| Uchtdorf                  | 0.644    | Rinteln                            | 1. März 1974                   |                                               |
| Volksen                   | 0.202    | Rinteln                            | 1. März 1974                   |                                               |
| Waltringhausen            | 0.815    | Bad Nenndorf                       | 1. März 1974                   |                                               |
| Weibeck                   | 0.370    | Fischbeck Hessisch Oldendorf       | 1. Januar 1973 29. Januar 1973 |                                               |
| Welsede                   | 0.691    | Hessisch Oldendorf                 | 1. Januar 1973                 |                                               |
| Wennenkamp                | 0.218    | Rinteln                            | 1. März 1974                   |                                               |
| Westendorf                | 0.400    | Rinteln                            | 1. März 1974                   |                                               |
| Westerwald                | 0.089    | Rehren Auetal                      | 1. März 1974 1. April 1974     |                                               |
| Wickbolsen                | 0.132    | Hessisch Oldendorf                 | 1. Januar 1973                 |                                               |
| Wiersen                   | 0.163    | Schoholtensen Auetal               | 1. März 1974 1. April 1974     |                                               |
| Zersen                    | 0.332    | Hessisch Oldendorf                 | 1. Januar 1973                 |                                               |

## Kfz-Kennzeichen
Am 1. Juli 1956 wurde dem Landkreis bei der Einführung der bis heute gültigen Kfz-Kennzeichen das Unterscheidungszeichen RI zugewiesen. Es leitete sich von der Kreisstadt Rinteln ab und wurde bis zum 31. Juli 1977 ausgegeben. Seit dem 15. November 2012 ist es im Landkreis Schaumburg wieder erhältlich. (Kennzeichenliberalisierung)